# Haukim
Haukim era uma divindade da Arábia pré-islâmica, considerado um administrador da justiça e da lei. Seu nome significa "sapiência" e provém do radical HKM. É frequentemente mencionado em conjunto com Anbay, outra divindade da justiça.